# 基督教国教主义
基督教国教主义（Dominionism），是用来指保守基督教派中通过政治活动在世俗政府中获得影响或控制的运动，寻求一个国家被基督徒所统治或被基督教的法律统治。基督国教主义1980年代末起源于美国，但在加拿大也用来讨论类似的趋势，并且在几个欧洲国家也存在，该术语的使用和应用存在争议。